# Hormiphora piriformis
Hormiphora piriformis är en kammanetart som beskrevs av Alessandro Ghigi 1909. Hormiphora piriformis ingår i släktet Hormiphora och familjen Pleurobrachiidae. Inga underarter finns listade i Catalogue of Life.